# Pozuelo del Rey
Pozuelo del Rey – miejscowość w Hiszpanii we wspólnocie autonomicznej Madryt leżące na wschód od Madrytu.

## Atrakcje turystyczne
- Kościół Santo Domingo de Silos z XVI wieku
- Zabytkowe winnice
- XIX wieczna Plaza Mayor